# جون نوبل (رسام)
جون نوبل (بالإنجليزية: John Noble)‏ هو رسام أمريكي، ولد في 15 مارس 1874، وتوفي في 6 يناير 1934 في نيويورك في الولايات المتحدة.